# Palestyna (Łódź)
Pour les articles homonymes, voir Palestyna.
Palestyna est une localité polonaise de la gmina et du powiat de Zgierz en voïvodie de Łódź.